# FC Ostova Osthofen
Der FC Ostova Osthofen war ein deutscher Fußballverein mit Sitz in der rheinland-pfälzischen Stadt Osthofen innerhalb der Verbandsgemeinde Wonnegau im Landkreis Alzey-Worms.

## Geschichte
Der Verein wurde ursprünglich als Nachfolger zum FC Ostova 02 Osthofen im Jahr 1910 als FV 1910 Osthofen gegründet. Im Jahr 1913 wurde dieser Verein dann in FC Ostova Osthofen umbenannt. Ab 1933 wurde dann als Fußball-Abteilung der TG 1848 Osthofen beigefügt. Nach dem Ende des Zweiten Weltkriegs nannte sich der Verein ab 1946 dann SG Vorwärts Osthofen. Unter diesem Namen stieg die Mannschaft zur Saison 1947/48 in die zweithöchste Liga, der Landesliga Rheinhessen auf. Nach der ersten Spielzeit, belegte man dort mit 24:20 Punkten den vierten Platz. In der nächsten Saison 1948/49 sollte es dann aber auch nur noch für den neunten Platz reichen. Zur Saison 1949/50 wechselte der Verein dann in die Landesliga Vorderpfalz, wo sie aber am Ende der Saison den allerletzten Platz belegte und damit absteigen musste. Ebenfalls im Jahr 1949 benannte sich der Verein wieder in FC Ostova Osthofen um.
Zur Saison 2003/04 fusionierte der Verein dann mit dem BC 1951 Osthofen zum FSV 03 Osthofen.